# Urban VII
Urban VII (łac. Urbanus VII, ur. jako Giambattista Castagna; ur. 4 sierpnia 1521 w Rzymie, zm. 27 września 1590 tamże) – papież w okresie od 15 do 27 września 1590.

## Życiorys
Był synem szlachcica genueńskiego Cosimo Castagny oraz Constanzy Ricci Jacobacci, spokrewniony przez matkę z kilkoma kardynałami: Domenico Giacobazzim (kreowanym w 1517), Cristoforo Giacobazzim (1536) i Girolamo Verallim (1549).
Studiował na kilku włoskich uniwersytetach, w tym na Bolońskim, gdzie uzyskał doktorat utroque iure. Pracował przy Kurii Rzymskiej jako prawnik, w okresie pontyfikatu Juliusza III był referendarzem Trybunału Apostolskiej Sygnatury Sprawiedliwości i Apostolskiej Sygnatury Łaski. Otrzymał tytuł papieskiego prałata domowego. Towarzyszył kardynałowi Veralliemu w misji legata we Francji.
1 marca 1553 został mianowany arcybiskupem Rossano. Wiązało się to z koniecznością przyjęcia święceń – 30 marca 1553 Castagna otrzymał w Rzymie niższe i wyższe święcenia do kapłańskich włącznie (z rąk Filippo Archinto, biskupa Saluzzo). 4 kwietnia sakry biskupiej udzielił mu kardynał Girolamo Veralli.
Sprawował także liczne funkcje w Państwie Kościelnym. Był gubernatorem Fano (od 14 czerwca 1555), komisarzem apostolskim Citta di Castello (1559), gubernatorem Perugii i Umbrii (1559-1560). Uczestniczył w obradach soboru trydenckiego (1562-1563), kierował kilkoma kongregacjami. We wrześniu 1565 był audytorem kardynała Ugo Boncompagniego (przyszłego papieża Grzegorza XIII) przy okazji sprawowania przez tego ostatniego funkcji legata w Hiszpanii.
Od 1565 Campagna sprawował samodzielne misje dyplomatyczne. W latach 1565–1572 był nuncjuszem w Hiszpanii, 1573-1577 w Wenecji. W 1573 zrezygnował z funkcji arcybiskupa Rossano. 1576-1577 gubernator Bolonii; 1578-1580 jako legat we Flandrii i Kolonii reprezentował papieża Grzegorza XIII na układach pokojowych króla Hiszpanii Filipa II ze Zjednoczonymi Prowincjami.
W Kurii Rzymskiej pełnił funkcję konsultora (radcy) w Świętym Oficjum oraz Świętej Consulcie. 12 grudnia 1583 został mianowany kardynałem, z tytułem prezbitera S. Marcelli. W latach 1584–1585 legat w Bolonii; od 19 listopada 1586 zajmował stanowisko Inkwizytora Generalnego Świętego Oficjum. Uczestniczył w konklawe 1585 r., a na następnym sam został wybrany na papieża (15 września 1590).

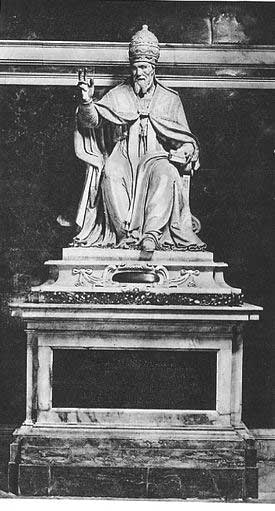
Grób Urbana VII

Przyjął imię Urbana VII. Był to najkrótszy pontyfikat w historii; papież zmarł po 12 dniach na malarię, nie został nawet koronowany. Pochowany początkowo w patriarchalnej bazylice watykańskiej, w 1606 zwłoki przeniesiono do bazyliki Santa Maria sopra Minerva w Rzymie.